# Séminaire interarmées des grandes écoles militaires
Le séminaire interarmées des grandes écoles militaires (SIGEM) est un séminaire destiné aux élèves-officiers des grandes écoles militaires françaises. Annuel et d'une durée d'une semaine, son objectif est de leur présenter l'outil de défense dans la nation et la place qu'y prend leur engagement. Le SIGEM donne avant tout la première occasion d'approcher la dimension interarmées.
Il se compose de conférences et de travaux de groupe mais aussi de présentations de matériel militaire. C'est également l'occasion pour les participants (près de 600 élèves-officiers, au total) de rencontrer et de partager avec les hautes autorités françaises (parlementaires, ministre, chef d'état-major des armées).

## Écoles participantes
- École polytechnique
- École spéciale militaire de Saint-Cyr (ESM)
- École navale (EN)
- École de l'air et de l'espace (EAE)
- École des officiers de la gendarmerie nationale (EOGN)
- École de santé des armées (ESA)
- École des commissaires des armées (ECA)
- École nationale supérieure des ingénieurs de l'infrastructure militaire (ENSIM)
- École nationale supérieure de techniques avancées de Bretagne (ENSTA Bretagne, ex-ENSIETA)
- École nationale de la sécurité et de l'administration de la mer (ENSAM, ex-école des affaires maritimes)

## Éditions
- 2001 : Première édition du SIGEM
- L'édition 2021 s'est tenue du 15 au 19 mars 2021[1]. Elle s'est déroulée en visioconférence en raison de la crise du COVID-19.
- L'édition 2022 s'est tenue à l'Ecole militaire du 14 au 18 mars 2022 sur le thème : "L’officier au service de la Nation dans le monde du XXIe siècle". Pour la première fois, elle a intégré des étudiants de l'association des Jeunes IHEDN. Les participants du séminaire ont pu assister à des expositions et démonstrations de matériels militaires sur la Base Aérienne 123 d’Orléans-Bricy et le champ de manœuvre de Satory[2],[3].
- L'édition 2023 s'est tenue du 13 au 17 mars 2023[4].
- L'édition 2024 s'est tenue du 18 au 22 mars 2024[5].
- L'édition 2025 s'est tenue du 17 au 21 mars 2025.